# Christus-König-Statue (Houches)

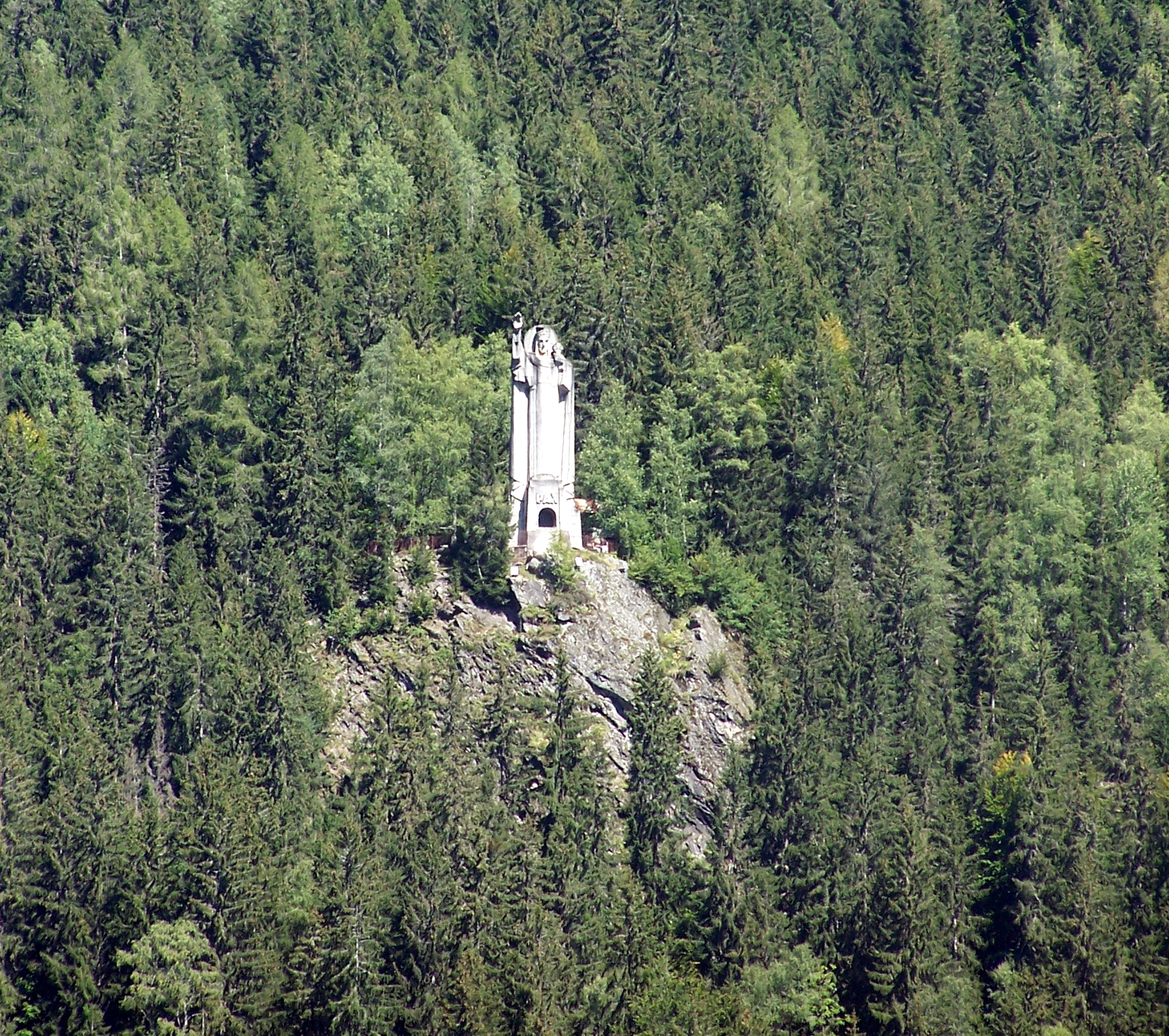
Der Christus König von Houches in Hochsavoyen, Frankreich

Die Christus-König-Statue in Houches (Statue du Christ-Roi des Houches) ist eine 25 Meter hohe Christus-Statue in der Gemeinde Houches im Département Haute-Savoie in Frankreich.
Sie wurde in den Jahren 1933 bis 1934 auf dem Roc d’Oran errichtet, einem Felsvorsprung am nördlichen Talhang der Arve und ist im Tal von Chamonix von weit her sichtbar.
Abt Claude-Marie Delassiat, katholischer Pfarrer von Houches, war Initiator dieser Statue. Er wollte ein Denkmal errichten, das die Idee der päpstlichen Enzyklika Quas primas von Papst Pius XI. konkretisiert, nämlich die universelle Königsherrschaft von Jesus Christus zu proklamieren.
Die Grundsteinlegung fand im August 1933 statt, die Einweihung am 19. August 1934.
Das Denkmal wurde vom Künstler Georges Serraz (1883–1963) geschaffen, der zuvor schon den Cristo Rei in Ponta do Garajau (Madeira) gestaltet hatte. Es besteht aus armiertem Zement und Granit und wiegt rund 500 Tonnen.